# Ernest Nott
G. Ernest Nott, född 1902, var en engelsk motorcykelförare. 
Nott var i början av 1930-talet en av de främsta i A- och B-klassen. Han anställdes 1916 hos Rudge-Whitworth, debuterade som förare 1926 och körde till 1934 uteslutande detta märke. Sistnämnda år var han engagerad av Husqvarna. Han vann bland annat B-klassen i Europas GP 1930 och 1931, C-klassen i Hollands TT. 1929 och A-klassen i Ulster GP. 1933 samt blev tvåa i Junior TT 1930 och i Lightweight TT 1934. På Husqvarna blev han 1934 tvåa i Schweiz och Tysklands GP:s B-klass samt trea i Junior TT.